# Gilles Marie Oppenordt
Gilles Marie Oppenordt (Parigi, 1672 – Parigi, 1742) è stato un architetto e decoratore francese, detto "il Borromini francese".

## Biografia
Figlio di Alexandre Jean Oppenordt, fu il pupillo di Jules Hardouin Mansart.
Nel 1692 si trasferì a Roma dove rimase fino al 1699. In Francia costruì a Montmorency l'orangerie del castello di Pierre Crozat e le scuderie del castello d'Enghien per il principe di Condé con uno stile decorativo che ha influenzo le successive schiere di decoratori francesi. 
Fu uno dei maggiori rappresentanti del Rococò francese nel periodo storico della Reggenza (1715-1730) di Filippo d'Orleans, in cui la nuova moda si affermò grazie ad un movimento di architetti, pittori, ebanisti, specialisti di arte dei giardini.
Allievo di suo padre, studiò in Italia, sia a Roma all'accademia di Francia sia in Lombardia e a Venezia: questa sua formazione italiana gli valse il nome di "Borromini francese".
Fu inoltre il responsabile a Parigi per la decorazione degli appartamenti del Palais-Royal.
Fra le opere nell'ambito religioso si ricordano la chiesa del Noviziato dei Domenicani riformati a Parigi (1704), la cappella di San Giovanni Battista nella cattedrale di Amiens (1709-1711), gli altari maggiori della chiesa di Saint Germain des Près e di Saint Sulpice a Parigi (1704).
Disegnatore prolifico, lasciò numerosi libri, tra i quali: il Livre des Fragments d'Architecture recueillis et dessinés à Rome, il Livre eds différents morceau ecc., l'Oeuvre contenant différents Fragments d'Architecture et d'Ornement.